# Abdulkadir Özdemir (Fußballspieler, 1991)
Abdulkadir Özdemir (* 25. März 1991 in Trabzon) ist ein türkischer Fußballspieler, der für Zonguldak Kömürspor spielt.

## Karriere

### Verein
Özdemir begann mit dem Vereinsfußball in der Jugend von Trabzon İdmanocağı und wechselte 2007 in die Jugend von Trabzonspor. Zum Frühjahr 2010 wurde er samt Ablöse an die Zweitmannschaft Trabzonspors, an den Drittligisten 1461 Trabzon, abgegeben. Hier kam er in der Rückrunde der Saison 2009/10 zu neun Einsätzen. In der nachfolgenden Saison etablierte er sich als Stammspieler und wurde mit der Zeit zu einem der Führungsspieler seiner Mannschaft. Mit 1461 Trabzon feierte er zum Saisonende 2011/12 die Meisterschaft der TFF 2. Lig und damit den direkten Aufstieg in die zweitklassige TFF 1. Lig.
Nachdem sein Trainer Mustafa Reşit Akçay im Sommer 2013 beim Mutterverein Trabzonspor als neuer Cheftrainer vorgestellt wurde, veranlasste dieser wenig später den Wechsel Özdemirs zu diesem Verein.
Für die Saison 2014/15 lieh ihn Trabzonspor an den Zweitligisten Şanlıurfaspor aus. Im Sommer 2015 wechselte er zusammen mit seinem Teamkollegen Caner Osmanpaşa zum Erstligisten Akhisar Belediyespor. Zur Rückrunde der Saison 2016/17 wurde er an den Zweitligisten Boluspor ausgeliehen. Im Sommer verließ er Akhisar und heuerte stattdessen beim neuen Zweitligisten Büyükşehir Belediye Erzurumspor an.
Özdemir wechselte im Sommer 2018 zu Adanaspor. Nach zwei Jahren wechselte er zu Hekimoğlu Trabzon und nur ein halbes Jahr später zu Vanspor FK.

### Nationalmannschaft
Özdemir spielte fünfmal für die türkische U-19-Jugendnationalmannschaft.
2013 absolvierte Özdemir im Rahmen des International Challenge Trophy fünf Einsätze für die Zweite Auswahl der türkischen Nationalmannschaft, der türkischen A-2-Nationalmannschaft, und konnte mit seinem Team dieses Turner gewinnen.

## Erfolg
1461 Trabzon
- Meister der TFF 2. Lig und Aufstieg in die TFF 1. Lig: 2011/12

Türkische A2-Nationalmannschaft
- International-Challenge-Trophy-Sieger: 2011–13